# Christian Lindner

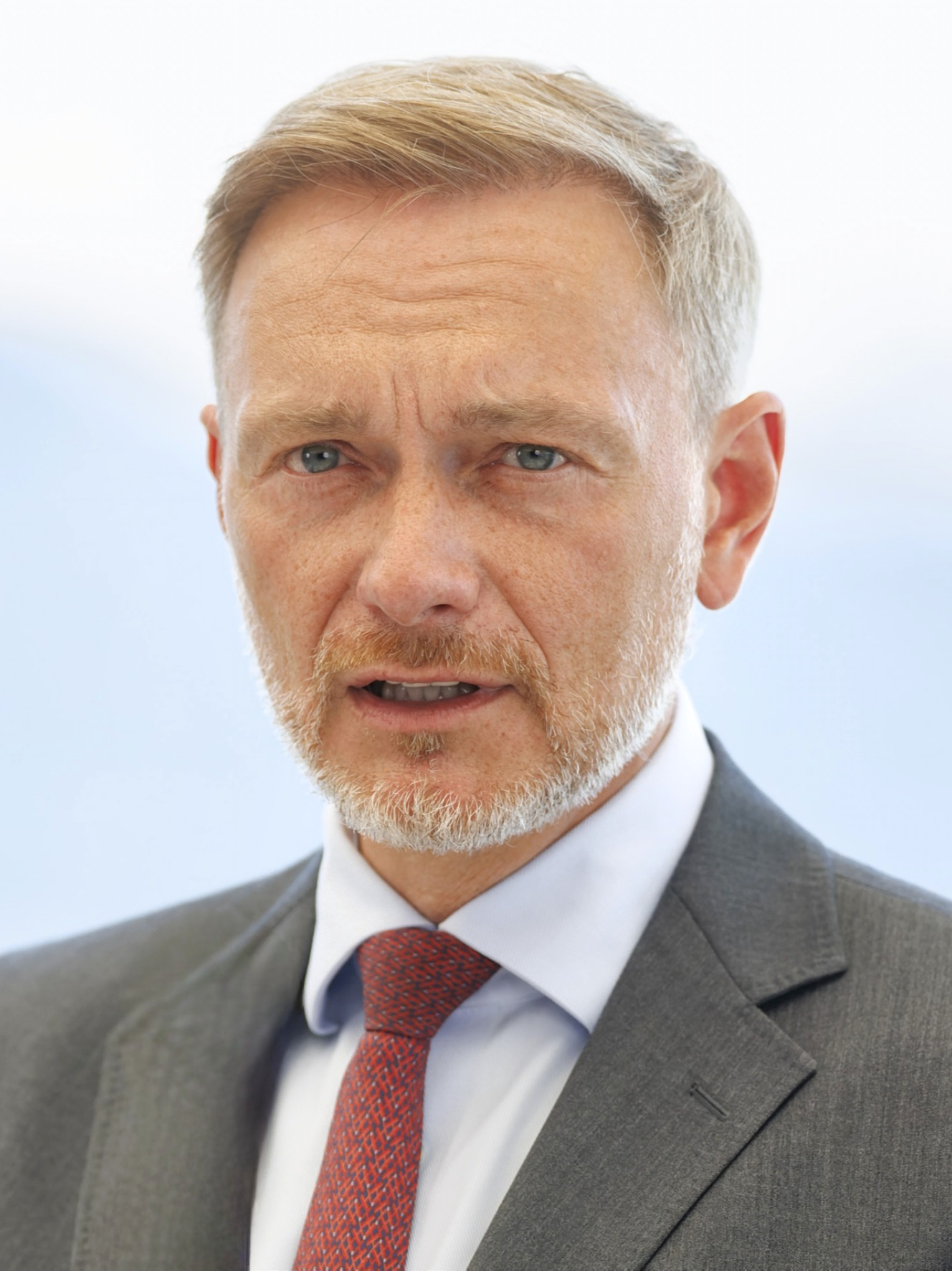
Christian Lindner (2024)

Christian Wolfgang Lindner (* 7. Januar 1979 in Wuppertal) ist ein ehemaliger deutscher Politiker (FDP). Er war von Dezember 2013 bis Mai 2025 Bundesvorsitzender der FDP und von Dezember 2021 bis zum Bruch der Ampelkoalition im November 2024 Bundesminister der Finanzen im Kabinett Scholz.
Von 2000 bis 2009 und erneut von Mai 2012 bis Oktober 2017 gehörte er dem Landtag in Nordrhein-Westfalen an. Von Oktober 2009 bis Juli 2012 war Lindner Mitglied des Deutschen Bundestages, von Dezember 2009 bis Dezember 2011 auch Generalsekretär der FDP. Lindner zog als Spitzenkandidat seiner Partei bei der Bundestagswahl 2017 erneut in den Deutschen Bundestag ein und war dort bis Dezember 2021 Vorsitzender der FDP-Fraktion. Am Abend der Bundestagswahl 2025 kündigte Lindner an, aufgrund des Scheiterns der FDP an der Fünfprozenthürde seine politische Karriere zu beenden und nicht mehr für politische Ämter anzutreten.

## Werdegang

### Familie, Studium, Zivil- und Wehrdienst
Lindner wurde 1979 in Wuppertal geboren. Sein Vater, Wolfgang Lindner, ist promovierter Mathematiker mit dem Schwerpunkt Computeralgebrasysteme im Unterricht und war als Oberstudienrat am Städtischen Gymnasium Wermelskirchen und als Lehrbeauftragter an der Fernuniversität in Hagen tätig. Seine Mutter, Martina Lindner, gemäß Berichterstattung des Express später mit Familiennamen Hessling, arbeitete als Pharma- und Klinikreferentin. Nach der Trennung der Eltern wuchs Lindner laut Bild am Sonntag bei seiner Mutter in Wermelskirchen auf. Das Abitur legte er 1998 nach eigener Angabe in einem Interview mit Kinderreportern der Rhein-Zeitung mit einem Notenschnitt von 1,3 am Städtischen Gymnasium in Wermelskirchen ab. Anschließend leistete Lindner Zivildienst als Hausmeister in der Theodor-Heuss-Akademie der Friedrich-Naumann-Stiftung in Gummersbach. Seine Motivation zur Verweigerung des Kriegsdienstes bestand nach eigenen Aussagen darin, eine bereits 1997 begonnene unternehmerische Tätigkeit fortsetzen zu können. Die Entscheidung widerrief er später, als er sich als Reserveoffizier bewarb.
Von 1999 bis 2006 studierte er Politikwissenschaft als Hauptfach sowie Öffentliches Recht und Philosophie als Nebenfächer an der Rheinischen Friedrich-Wilhelms-Universität Bonn. Nach elf Semestern erwarb er den akademischen Grad Magister Artium (M. A.).
Während des Studiums war Lindner Reserveoffizier bei der Luftwaffe. 2002 wurde er zum Oberleutnant der Reserve befördert. Als Reservist nahm er rund vier Jahre lang als Einsatztagebuchführer an Wehrübungen beim Luftwaffenführungskommando in Köln-Wahn teil. Im Jahre 2008 wurde er Verbindungsoffizier zum Landeskommando Nordrhein-Westfalen in Düsseldorf. Er führt den Dienstgrad Major der Reserve.

### Privates
2011 heiratete Lindner die Journalistin Dagmar Rosenfeld, mit der er seit 2009 liiert war. Nach der im April 2018 bekannt gegebenen Trennung wurde die Ehe im August 2020 geschieden. Im Juli 2018 bestätigte er eine Beziehung mit der damaligen RTL-Fernsehreporterin Franca Lehfeldt; am 7. Juli 2022 heiratete das Paar auf Sylt. Die kirchliche Trauung fand am 9. Juli 2022 in der evangelischen Kirche St. Severin statt, obwohl der katholisch getaufte Lindner mit 18 Jahren aus der Kirche ausgetreten und die Braut aus der evangelischen Kirche ausgetreten ist. Die evangelische Theologin Margot Käßmann kritisierte die kirchliche Trauung als „Kulisse“: Mindestens ein Ehepartner müsse Kirchenmitglied sein, damit eine kirchliche Trauung stattfinden könne. Im April 2025 wurden Lindner und Lehfeldt Eltern einer Tochter.
Christian Lindner besitzt eine deutsche Rennfahrerlizenz, den Sportbootführerschein See, den Fischereischein und hat 2018 in Mecklenburg-Vorpommern die Jägerprüfung abgelegt.

### Unternehmerische Tätigkeit
Von 1997 bis 1999 und 2002 bis 2004 war Lindner als freiberuflicher Unternehmensberater und im Stromhandel tätig. Diese Tätigkeit ließ er im Zuge seiner Wahl zum nordrhein-westfälischen FDP-Generalsekretär auslaufen. Ein Bericht der Deutschen Welle über Lindner und seinen Geschäftspartner Christopher Peterka aus dem Jahr 1997 wurde während des Wahlkampfs zur Bundestagswahl 2017 vom damaligen Moderator Steffen Hallaschka in dessen Sendung Stern TV gezeigt. Lindner äußerte darin den Leitspruch „Probleme sind nur dornige Chancen“, der seither häufig zitiert wurde.
Im Mai 2000 gründete Lindner zusammen mit drei weiteren Partnern die Internetfirma Moomax GmbH. An dieser Firma beteiligte sich der Risikokapitalfonds Enjoyventure. Lindner war von 2000 bis 2001 Geschäftsführer; nach knapp einem Jahr mussten Lindner und Knüppel gehen – „zur Sicherstellung der Handlungsfähigkeit des Unternehmens“, wie Moomax schrieb. Wenig später war Moomax bankrott: Die KfW hatte laut Enjoyventure 1,2 Millionen verloren; die investierende Bank war mit einem sechsstelligen Betrag beteiligt, und gegen sonstige Forderungen von 172.338 Euro standen nur noch Vermögenswerte von 15.339 Euro. Lindner geht mit dem Misserfolg offen um und sprach 2016 bei der Fuckup-Night in der Universität Frankfurt über seine Geschichte des Scheiterns und Wiederaufstehens: „Ich habe zwei Unternehmen gegründet. Das eine war erfolgreich – und das andere war lehrreich.“

### Politische Laufbahn

#### Frühes Engagement
Mit 16 Jahren trat Lindner der FDP bei. Von 1996 bis 1998 war er Landesvorsitzender der Liberalen Schüler NRW und Vorstandsmitglied der Jungen Liberalen Nordrhein-Westfalen. Seit 1998 ist er Mitglied des nordrhein-westfälischen Landesvorstandes der FDP.

#### Landtagsabgeordneter (2000–2009)
Bei der nordrhein-westfälischen Landtagswahl am 14. Mai 2000 gelang der FDP der Einzug (sie erhielt 9,8 %; im Mai 1995 waren es nur 4,0 % gewesen). Der 21-jährige Lindner zog als jüngster Abgeordneter in der Geschichte des Landtags von Nordrhein-Westfalen ins Landesparlament ein. Ab 2000 war er zunächst „Sprecher für Generationen, Familie und Integration“. Lindner war von 2002 bis 2013 Vorsitzender des FDP-Kreisverbandes Rheinisch-Bergischer Kreis. Von 2004 bis 2012 war er auch stellvertretender Vorsitzender des FDP-Bezirksverbandes Köln.
Von November 2004 bis Februar 2010 war Lindner Generalsekretär des nordrhein-westfälischen FDP-Landesverbands und als solcher Wahlkampfleiter der FDP für den Landtagswahlkampf 2005. 2005 kam es in Nordrhein-Westfalen zu einem historischen Regierungswechsel: nach 39 Jahren SPD-Regierung erhielten CDU und FDP zusammen eine knappe Mehrheit der Parlamentssitze; Jürgen Rüttgers bildete das Kabinett Rüttgers. Lindner wurde stellvertretender Vorsitzender der FDP-Fraktion im Landtag und Sprecher für die Bereiche Innovation, Wissenschaft und Technologie.

#### Bundestag (2009–2012) und Generalsekretär (2009–2011)
Dem FDP-Bundesvorstand gehörte er von 2007 bis Dezember 2011 an.
Bei der Bundestagswahl am 27. September 2009 zog Lindner über die Landesliste in Nordrhein-Westfalen in den Deutschen Bundestag ein. Im Dezember 2009 wurde er als Nachfolger von Dirk Niebel Generalsekretär der FDP; im Dezember 2011 trat er von diesem Amt zurück. In seiner Funktion als Generalsekretär führte Lindner ab Juni 2010 auch eine Kommission zur Erarbeitung eines neuen FDP-Grundsatzprogramms, dessen ersten Textentwurf die Partei im September 2011 vorstellte.

#### Vorsitzender der FDP Nordrhein-Westfalen (2012–2017)

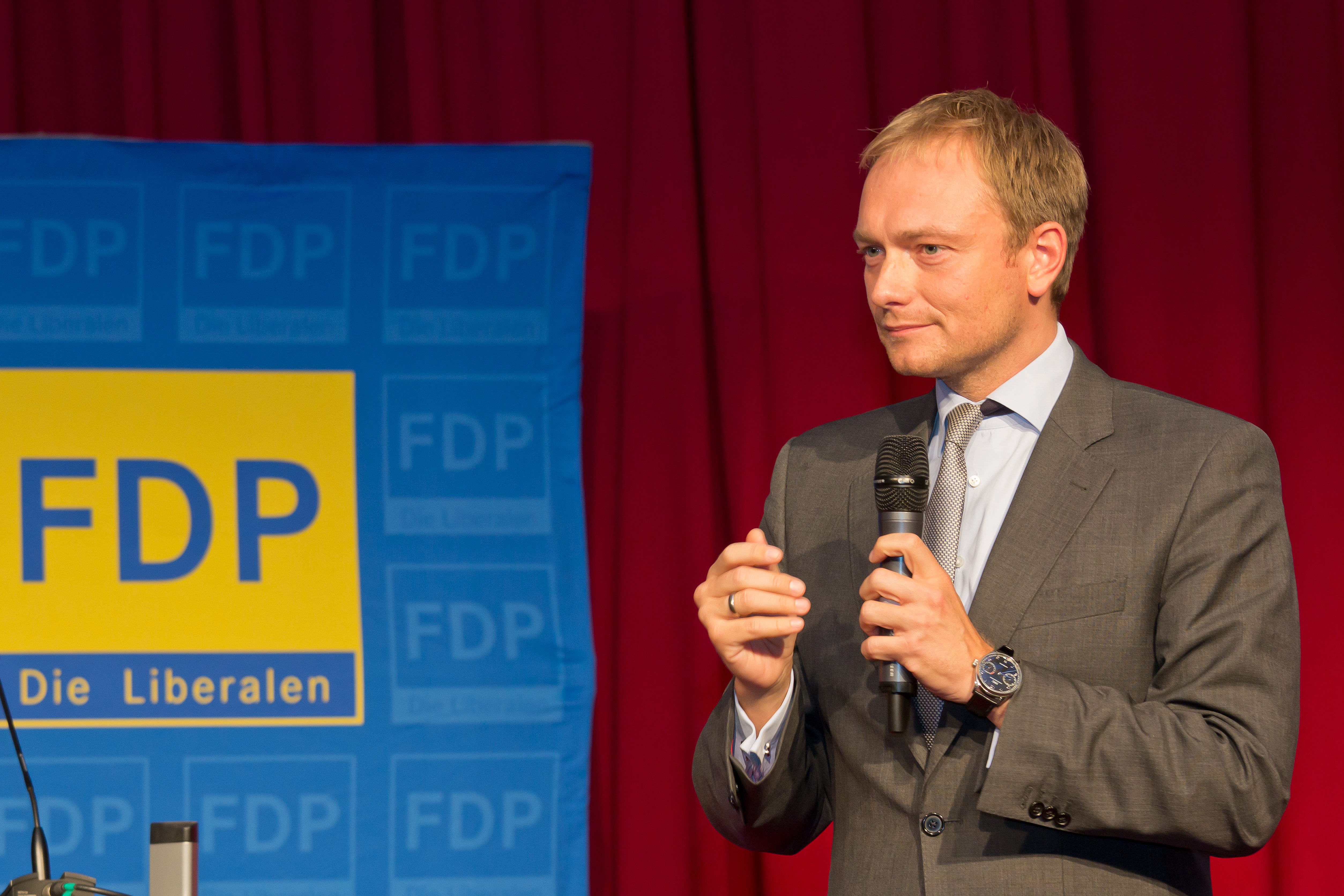
Christian Lindner bei einer FDP-Wahlkampfkundgebung in Köln vor der Landtagswahl 2012

Im April 2012 wählte ein FDP-Landesparteitag Lindner zum Spitzenkandidaten für die wegen einer Parlamentsauflösung vorgezogene Landtagswahl am 13. Mai 2012. Kurz vor diesem Termin wurde er Landesvorsitzender. Bei der Landtagswahl erhielt die FDP 8,6 % der Stimmen. Lindner war Direktkandidat für den Landtagswahlkreis Rheinisch-Bergischer Kreis II und bekam 11,6 % der Erststimmen. Im Mai 2012 machte die FDP-Fraktion im Landtag ihn zu ihrem Vorsitzenden, woraufhin er sein Bundestagsmandat niederlegte.
Am 9. März 2013 wurde Lindner zu einem der drei stellvertretenden FDP-Bundesvorsitzenden gewählt (die beiden anderen waren Sabine Leutheusser-Schnarrenberger und Holger Zastrow; Parteivorsitzender war seit 2011 Philipp Rösler).

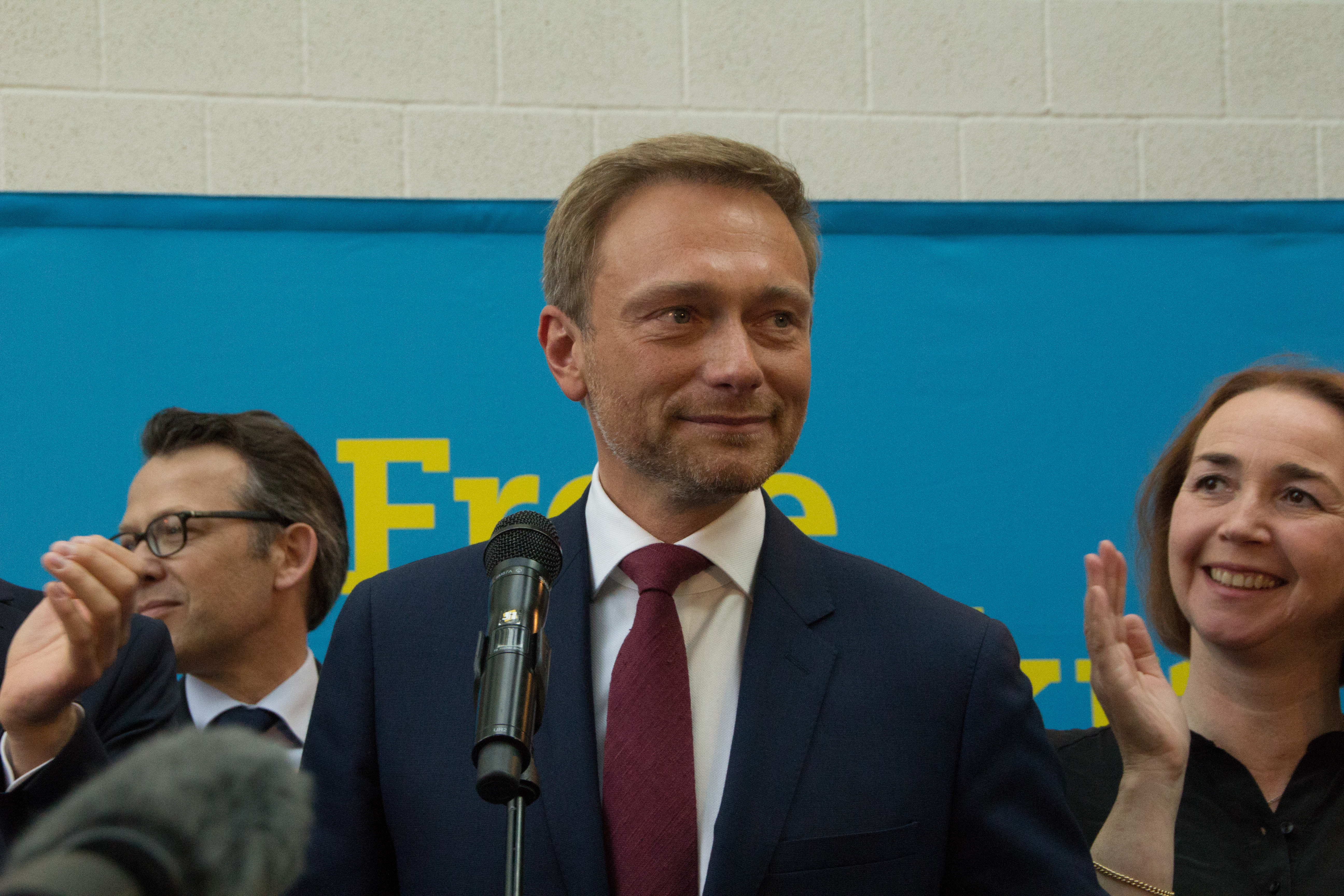
Christian Lindner am Wahlabend der Landtagswahl in Nordrhein-Westfalen am 14. Mai 2017 in Düsseldorf

Bei der Landtagswahl in Nordrhein-Westfalen am 14. Mai 2017 trat Lindner als Spitzenkandidat an. Themenschwerpunkte waren soziale Marktwirtschaft, Bildung, Bürgerrechte und Digitalisierung; er befürwortete einen härteren Kurs bei den Themen innere Sicherheit, Türkeipolitik und Eurorettung. Mit dieser Themensetzung war er nach Einschätzung des Journalisten Thomas Sigmund der heimliche Oppositionsführer. Diesmal erhielt die FDP 12,6 % der Stimmen und bildete eine Koalitionsregierung mit der CDU unter Leitung von Armin Laschet (→ Kabinett Laschet).
Wegen Lindners Engagement in der Bundespolitik wurde Joachim Stamp am 25. November 2017 zu seinem Nachfolger als Landesvorsitzender der FDP Nordrhein-Westfalen gewählt.

#### Bundesvorsitzender der FDP (2013–2025)
Nach der Bundestagswahl 2013, bei der die FDP den Einzug in den Bundestag verpasste, kündigten Parteichef Rösler sowie der Vorstand ihren Rücktritt an. Gleichzeitig erklärte Lindner, für den Bundesvorsitz kandidieren zu wollen. Vom 6. bis 8. Dezember 2013 fand ein außerordentlicher Parteitag statt, der die Ursachen für die Wahlniederlage analysierte und ein komplett neues Präsidium wählte. Auf diesem Parteitag wurde Lindner, damals 34 Jahre alt, mit 79 Prozent der Stimmen zum bislang jüngsten Vorsitzenden der FDP-Geschichte gewählt. In seiner Bewerbungsrede hatte er die Zeit der Trauer für beendet erklärt und die Delegierten dazu aufgerufen, die Partei „vom Fundament“ her zu erneuern.
Von 2014 bis 2016 war Lindner Mitglied des ZDF-Fernsehrates.
Am 15. Mai 2015 wählte der Bundesparteitag in Berlin Lindner mit 91 Prozent der Stimmen als Bundesvorsitzenden wieder. Ein weiterer Bundesparteitag bestätigte ihn am 28. April 2017, ebenfalls in Berlin, mit 91 Prozent der Stimmen im Amt.

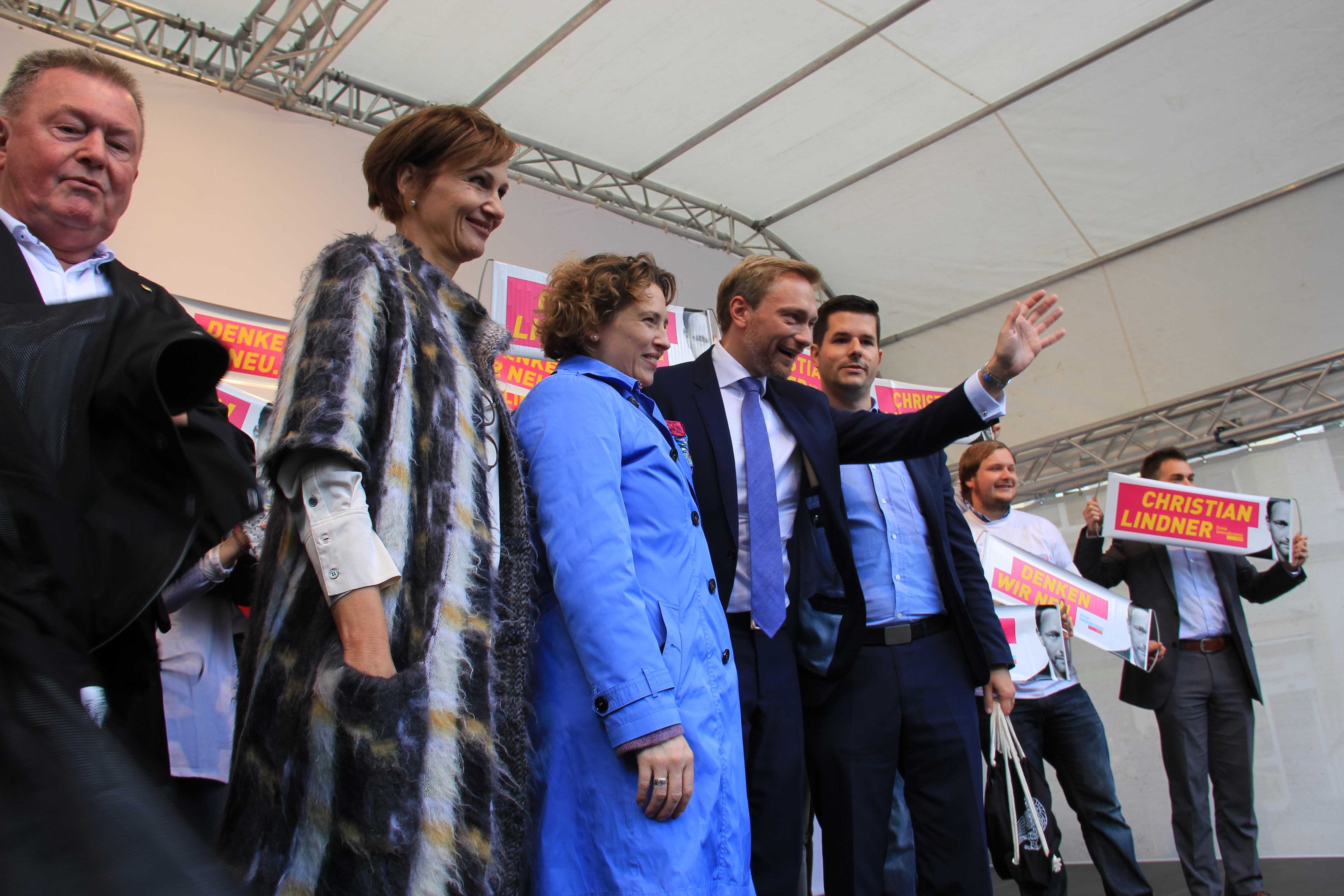
Christian Lindner (m.) bei einer Wahlkampfveranstaltung zur Bundestagswahl 2017

Als Bundesvorsitzender war er auch Spitzenkandidat für die Bundestagswahl 2017. Dort konnte die FDP ihr Ergebnis gegenüber 2013 auf 10,7 Prozent verdoppeln. Lindner kandidierte auf dem ersten Platz der Landesliste in Nordrhein-Westfalen und als Direktkandidat für den Bundestagswahlkreis Rheinisch-Bergischer Kreis. Er erhielt 15,7 Prozent der Erststimmen und zog über die FDP-Landesliste in den 19. Deutschen Bundestag ein. Am 25. September 2017, einen Tag nach der Wahl, wurde er zum Vorsitzenden der FDP-Fraktion im Bundestag gewählt. Er war ordentliches Mitglied im Bundestags-Vermittlungsausschuss, sowie im Gemeinsamen Ausschuss.
Nach vierwöchigen Sondierungsgesprächen zur Bildung einer Jamaika-Koalition erklärte Lindner am 19. November 2017 die Verhandlungen für gescheitert, und kommentierte: „Es ist besser, nicht zu regieren, als falsch zu regieren!“
Am 26. April 2019 wurde er beim Bundesparteitag in Berlin mit 86,6 Prozent der Stimmen im Amt des Bundesvorsitzenden bestätigt. Die Wahl fand ohne Gegenkandidaten statt.
Im Zusammenhang mit der Regierungskrise in Thüringen 2020 wurde Christian Lindners Amtsführung von führenden Liberalen kritisiert. Er hatte die Aufstellung Thomas Kemmerichs als Kandidat für das Amt des Thüringer Ministerpräsidenten unterstützt und nach dessen Wahl, die nur mit den Stimmen der AfD möglich gewesen war, zunächst geäußert, die FDP könne nicht dafür verantwortlich gemacht werden, wer sie wähle. Am 6. Februar 2020, dem Tag nach der Wahl, fuhr er dann aber nach Erfurt, um Ministerpräsident Kemmerich zum Rücktritt zu bewegen, woran er auch sein eigenes Amt als Parteivorsitzender knüpfte. In einer außerordentlichen Sitzung des FDP-Bundesvorstands am 7. Februar 2020 stellte Lindner die Vertrauensfrage. Sowohl die Kandidatur Kemmerichs als auch die Annahme der Wahl seien Fehler gewesen, die geeignet waren, Zweifel an der Grundhaltung der FDP auszulösen. Diese grenze sich glasklar und prinzipiell von der AfD ab. 33 Mitglieder des Parteivorstands sprachen Lindner das Vertrauen aus, bei einer Gegenstimme und zwei Enthaltungen.
Später empfahl er, den Präsidenten des Thüringer Verfassungsgerichtshofes, Stefan Kaufmann, zum Chef einer parteiunabhängigen Expertenregierung in Thüringen zu wählen. Kaufmann selbst bezeichnete es als unprofessionell, einen Namen zu nennen, ohne die Person zu fragen. Bodo Ramelow bezeichnete den Vorstoß als eine Zumutung.
Auf dem Bundesparteitag 2021 wurde Christian Lindner mit 93 Prozent der Stimmen erneut zum Bundesvorsitzenden der FDP und gleichzeitig zum Spitzenkandidaten der Partei für die Bundestagswahl gewählt.
Lindner kam bei der Wahl im Bundestagswahlkreis Rheinisch-Bergischer Kreis mit 16,84 Prozent der Erststimmen auf den vierten Platz. Als Spitzenkandidat seiner Partei zog er über die Landesliste in den 20. Bundestag ein. Am 7. Dezember 2021 legte er den Fraktionsvorsitz nieder. Zu seinem Nachfolger wurde Christian Dürr gewählt.
Am 21. April 2023 wurde Lindner auf dem FDP-Bundesparteitag in Berlin mit 88 Prozent der Stimmen als Parteivorsitzender bestätigt.
Am 1. Mai 2024 hat Christian Lindner Hans-Dietrich Genscher als am längsten amtierender Parteivorsitzender der FDP überholt.

#### Bundesfinanzminister (2021–2024)

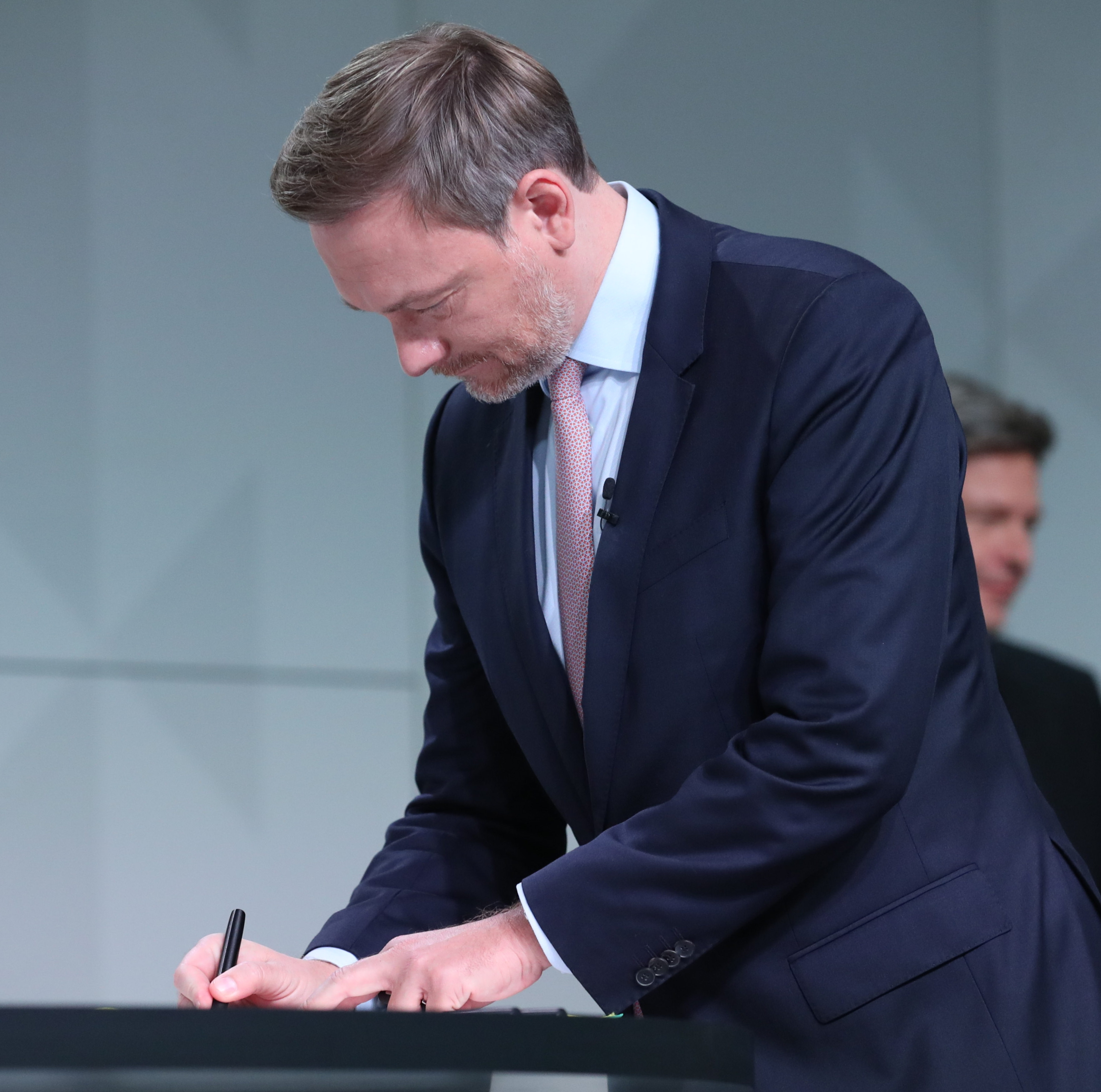
Christian Lindner bei der Unterzeichnung des Koalitionsvertrages der Ampelparteien im Dezember 2021

Vom 8. Dezember 2021 bis 7. November 2024 war er im Rahmen der ersten Ampel-Koalition auf Bundesebene Finanzminister im Kabinett Scholz. Zudem war er zweiter Stellvertreter des Bundeskanzlers nach § 22 Absatz 1 Satz 2 Alt. 1 Geschäftsordnung der Bundesregierung.
Lindner schuf 2024 das neue Referat „Geoökonomie und Sicherheitspolitik“ im Finanzministerium und setzte als dessen Leiter Markus Kaim ein. Positionen, die teilweise schon von seinem Vorgänger Olaf Scholz geschaffen wurden, mit Namen wie „Moderner Staat“, „Digitalisierung und moderne Gesellschaft“, „Strategische Vorausschau“ oder „Megatrends“ behielt er bei oder führte diese ein.
Die Ampel-Koalition geriet spätestens im Herbst 2024 in eine schwere Krise. In der FDP-kursierten Befürchtungen, dass Scholz und Habeck die FDP nur noch für die Verabschiedung des Bundeshaushaltsplans für das letzte Regierungsjahr brauchen und dann im letzten Jahr ohne die FDP weiterregieren wollten. Ende Oktober 2024 hatte Bundeskanzler Scholz wegen der anhaltenden Wirtschaftsschwäche einen „Industriegipfel“ einberufen, zu dem Wirtschaftsminister Habeck und Finanzminister Lindner nicht eingeladen waren. Habeck hatte daraufhin ein Papier zur „Modernisierung“ der Wirtschaft vorgelegt. Darin forderte er einen mehrere Hundert Milliarden Euro schweren „Deutschland-Fonds“ zur Subventionierung von Investitionen in Unternehmen. Lindner bezeichnete das Papier als „Hammer“ und lehnte es umgehend ab. Parallel zum Industriegipfel des Kanzlers veranstaltete Lindner einen eigenen „Mittelstandsgipfel“ mit jenen Wirtschaftsverbänden, die vom Kanzler keine Einladung bekommen hatten. Dies wurde in der SPD als Kriegserklärung aufgefasst. Anfang November 2024 legte die FDP ein Grundsatzpapier zur „Wirtschaftswende Deutschland“ vor, das eine grundlegenden Revision politischer Leitentscheidungen forderte, um „Schaden vom Standort Deutschland abzuwenden“. Es enthielt überwiegend traditionelle FDP-Forderungen, die allerdings mit den anderen Ampelkoalitionspartnern nicht umsetzbar waren. Das Grundsatzpapier wurde in den Medien verbreitet auch als „Scheidungspapier“ bezeichnet. Lindner forderte eine Entlastung der Unternehmen durch Abschaffung des Solidaritätszuschlags und Senkung der Körperschaftssteuer. Weiterhin forderte er eine Abkehr von der wirtschafts- und Klimapolitik des Ministers Robert Habeck. Er forderte auch eine Deregulierung, das hätte vor allem viele SPD-Gesetzesvorhaben betroffen.
In der Koalitionssitzung am 6. November 2024 berieten die Spitzen von SPD, Grünen und FDP, um Wege aus der Ampel-Krise zu finden. Dabei ging es vor allem um die Gestaltung des Haushalts 2025 und die Frage, wie die schwer angeschlagene deutsche Wirtschaft wieder auf Trab gebracht werden könne. Dabei zeigte sich laut Lindner, dass keine ausreichenden Gemeinsamkeiten mehr herzustellen seien. Am 6. November 2024 erklärte Bundeskanzler Olaf Scholz (SPD), dem Bundespräsidenten Frank-Walter Steinmeier die Entlassung von Bundesminister Christian Lindner aufgrund des Auseinanderbrechens der Ampel-Koalition vorzuschlagen. Die Entlassung erfolgte am 7. November 2024. Journalistische Recherchen ergaben, dass Lindner den Regierungsbruch über mehrere Wochen parteiintern vorbereitet und provoziert hatte. Nach Medienberichten hatte sich auch die SPD auf ein Ende der Koalition vorbereitet.

### Nebeneinkünfte
Zwischen Oktober 2017 und Januar 2018 erzielte Lindner mit sieben Auftritten vor Banken und Consulting-Firmen mindestens 38.500 Euro an Nebeneinkünften. In der 19. Legislaturperiode (Stand August 2020) erhielt er mindestens 424.500 Euro aus Nebentätigkeiten und gehört damit zu den Mitgliedern des Bundestags mit den höchsten Nebeneinkünften.

### Mitgliedschaften
Lindner ist u. a. Mitglied der Deutschen Atlantischen Gesellschaft, der Nordrhein-Westfalen-Stiftung Naturschutz, Heimat- und Kulturpflege, des Kuratoriums der Friedrich-Naumann-Stiftung für die Freiheit und des Verbandes der Reservisten der Deutschen Bundeswehr. Aus der Friedrich A. von Hayek-Gesellschaft trat er 2015 aus. Christian Lindner ist Mitglied und Anhänger von Borussia Dortmund. Von 2018 bis 2021 gehörte er dem Wirtschaftsrat des Vereins an.
Seit 2007 engagiert er sich als Mitglied des Fördervereins und seit September 2009 auch als „Botschafter“ des Kinderhospizes Regenbogenland in Düsseldorf.

## Politische Positionen

### Außenpolitik
Während des Russischen Überfalls auf die Ukraine 2022 sprach sich Lindner für die Lieferung schwerer Waffen an die Ukraine aus. Er erklärte, in dem Land werde auch für unsere Werte gekämpft, daher „muss die Ukraine diesen Krieg gewinnen, und die Ukraine wird diesen Krieg gewinnen“. Lindner verteidigte zugleich Bundeskanzler Scholz im Streit um Waffenlieferungen. Einen Antrag der Unionsfraktion über Waffenlieferungen an die Ukraine bezeichnete er als „parteipolitisches Bodenturnen“. Im August 2023 und Dezember 2024 erklärte Lindner, er sei offen für die Lieferung von Taurus-Marschflugkörpern an die Ukraine zur Verteidigung gegen Russlands Angriffskrieg.

### Finanz- und Steuerpolitik
Lindner bezeichnete den Abbau der Staatsverschuldung 2012 als Priorität der FDP. Er lehnte Forderungen nach Steuererhöhungen ab und schlägt stattdessen den Abbau von Bürokratie vor. Er verlangte 2011 zudem, eine Schuldenbremse für das Sozialsystem einzuführen. Neue Gesetze und Sozialleistungen sollen nur dann beschlossen werden, wenn die Folgelasten für die künftigen Generationen tragbar sind.
Im Jahr 2017 sprach er sich angesichts von Rekordsteuereinnahmen des Bundes für Steuersenkungen aus und kritisierte die „Gier des Staates“.
Im Wahlkampf 2021 schloss er Steuererhöhungen in einer möglichen Regierungsbeteiligung nach der Bundestagswahl 2021 komplett aus.
2024 warnte Lindner künftige Regierungen vor immer schwieriger werdenden Haushaltsverhandlungen. Der Anteil der Pflichtausgaben wie vor allem die Sozialausgaben dürften nicht immer weiter steigen, es stelle sich die Grundsatzfrage, ob man das Problem über Steuern und Schulden oder über Wirtschaftswachstum und Strukturreformen lösen wolle. Das Institut für Makroökonomie und Konjunkturforschung hatte zuvor darauf verwiesen, dass der Anstieg der Sozialausgaben in Deutschland im internationalen Vergleich hingegen relativ niedrig ist.

#### Verfassungswidriger Nachtragshaushalt 2021
Während seiner Amtszeit als Bundesfinanzminister wurde der zweite Nachtragshaushalt des damaligen Finanzministers Olaf Scholz aus dem Jahr 2021, der gemäß den Vereinbarungen der Ampelkoalition als eine Art Schattenhaushalt fortgeführt worden war, durch das Bundesverfassungsgericht für verfassungswidrig erklärt. Das Bundesverfassungsgericht beanstandete im Urteil unter anderem die Verletzung der Haushaltsgrundsätze der Jährlichkeit, Jährigkeit und Vorherigkeit wegen der Umwidmung von Kreditermächtigungen in Höhe von 60 Mrd. Euro für den sogenannten Klima- und Transformationsfonds (KTF). Die Kreditermächtigungen waren eigentlich für die Bewältigung der Coronapandemie bewilligt worden. Die Bundesregierung erklärte daraufhin, dass die Finanzmittel für den Klima- und Transformationsfonds nun neu geplant würden.
Gemäß einer Studie des Instituts der deutschen Wirtschaft führt die neue Steuer- und Abgabenplanung der Bundesregierung für 2024 für fast alle Steuerzahler unter dem Strich zu höheren Belastungen. Alleinerziehende und Familien mit geringem Einkommen werden am stärksten zusätzlich belastet, für Besserverdiener fällt die Zusatzbelastung wegen den bereits vor der Haushaltskrise beschlossenen Inflationsanpassungen beim Einkommensteuertarif unter dem Strich geringer aus.

#### Investitionen
Im Mai 2024 stellten das Institut der deutschen Wirtschaft und das Institut für Makroökonomie und Konjunkturforschung einen Investitionsbedarf über 600 Milliarden Euro für die kommenden zehn Jahre fest. Sie forderten ein Sondervermögen oder eine Reform der Schuldenbremse. Lindner warfen sie vor, die Regierung arbeite mit Buchhaltungstricks und gaukele Investitionen vor. Im Juni 2024 forderte der Bundesverband der Deutschen Industrie langfristige Investitionen in Höhe von 400 Milliarden Euro in die Verkehrsinfrastruktur, Bildung, die „grüne Transformation“ und den „Aufbau wirtschaftlicher Widerstandsfähigkeit“. Lindner teilte dazu mit, dass er gegen die Schaffung eines Sondervermögens für Zukunftsinvestitionen sei. Der Bund verfüge über hinreichende Einnahmen für erhebliche Investitionen bis 2030.

### Wirtschaftspolitik
Wirtschaftspolitisch sieht sich Lindner als Anhänger der Freiburger Schule des Ordoliberalismus um Walter Eucken. Auch Otto Graf Lambsdorff und Wolfgang Clement haben seine wirtschaftspolitische Position beeinflusst.
Lindner fordert die Wende von einer nachfrage- hin zu einer angebotsorientierten Wirtschaftspolitik. Unter letzterer versteht er eine „Politik, die die Wachstumskräfte stärkt, indem sie die richtigen Rahmenbedingungen setzt, statt Subventionen zu zahlen.“ Dabei grenzt er sich ab von einer Politik des Laissez-faire und spricht sich, Alexander Rüstow, einen Ideengeber der Sozialen Marktwirtschaft, zitierend, aus für einen „Staat, der oberhalb der Wirtschaft, oberhalb der „Interessenten“ die Regeln des Spiels bestimmt.“ Aufgabe des Staats sei es, Wettbewerbsfähigkeit, Innovation und Wachstum nicht durch direkte Eingriffe in das Marktgeschehen, sondern durch eine Reihe ordnender Handlungen sicherzustellen. Zu diesen ordnenden Handlungen zählt er beispielsweise:

„Eine Reform des Einwanderungsrechts, damit die fleißigen und klugen Köpfe zu uns kommen, eine Beschleunigung der Genehmigungsverfahren, Investitionen in Infrastruktur, geringere Bürokratiekosten durch Digitalisierung, mehr Forschung, leistungsfähige Kapitalmärkte, bessere Betreuungsangebote, damit mehr Frauen einer Arbeit nachgehen können, ein wettbewerbsfähiges Steuersystem.“

Im März 2012 sprach sich Lindner gegen eine Staatsbürgschaft für eine Transfergesellschaft aus, die für die Beschäftigten der insolventen Drogeriemarktkette Schlecker gebildet werden sollte. Der Staat solle „nicht mit Steuergeldern Arbeitsplätze in einer Transfergesellschaft garantieren“, so Lindner. Es gebe vielmehr „bessere Arbeitsmarktinstrumente“, um den Mitarbeitern von Schlecker zu helfen.
Im Kontext der Überwachungs- und Spionageaffäre und Bundestagswahl 2013 forderte Lindner in einem Gastbeitrag in der Frankfurter Allgemeinen Zeitung mehr staatliche Regulierung für den Datenmarkt. Der Rechtsstaat dürfe „nicht selbst ins Getümmel“ digitaler Märkte verstrickt sein, betonte Lindner. Vielmehr seien westliche Staaten so erpressbar geworden, „weil einzelne Kapitalriesen im Falle ihres Scheiterns mit dem Absturz ganzer Volkswirtschaften und damit auch der Finanzierungsbasis der Staaten drohen konnten.“
Angesichts der sich abschwächenden Konjunktur in Deutschland forderte Christian Lindner im April 2019 von der Bundesregierung ein Umsteuern in der Wirtschafts- und Finanzpolitik. „Soli weg, Bürokratie abbauen, private Investitionen erleichtern – dann könne Deutschland eine Konjunkturkrise verhindern.“
2024 näherte Lindner sich dem Libertarismus in einigen Punkten an: Er äußerte sich anerkennend über Elon Musk und Javier Milei mit der Einschränkung, dass „es hier auch Problematisches gibt“. In Deutschland brauche es mehr „Kraft zur Disruption“. Beispielhaft für eine disruptive Politik forderte Lindner die Abschaffung des Umweltbundesamts mit Sitz in Dessau. Die Behörde ist u. a. damit betraut den  CO₂-Emissionshandel zu organisieren. Lindner sagte zudem, es sei ein Versäumnis, dass in Deutschland keine „krypto-freundliche Politik ins Werk gesetzt“ werde.

### Klima- und Energiepolitik

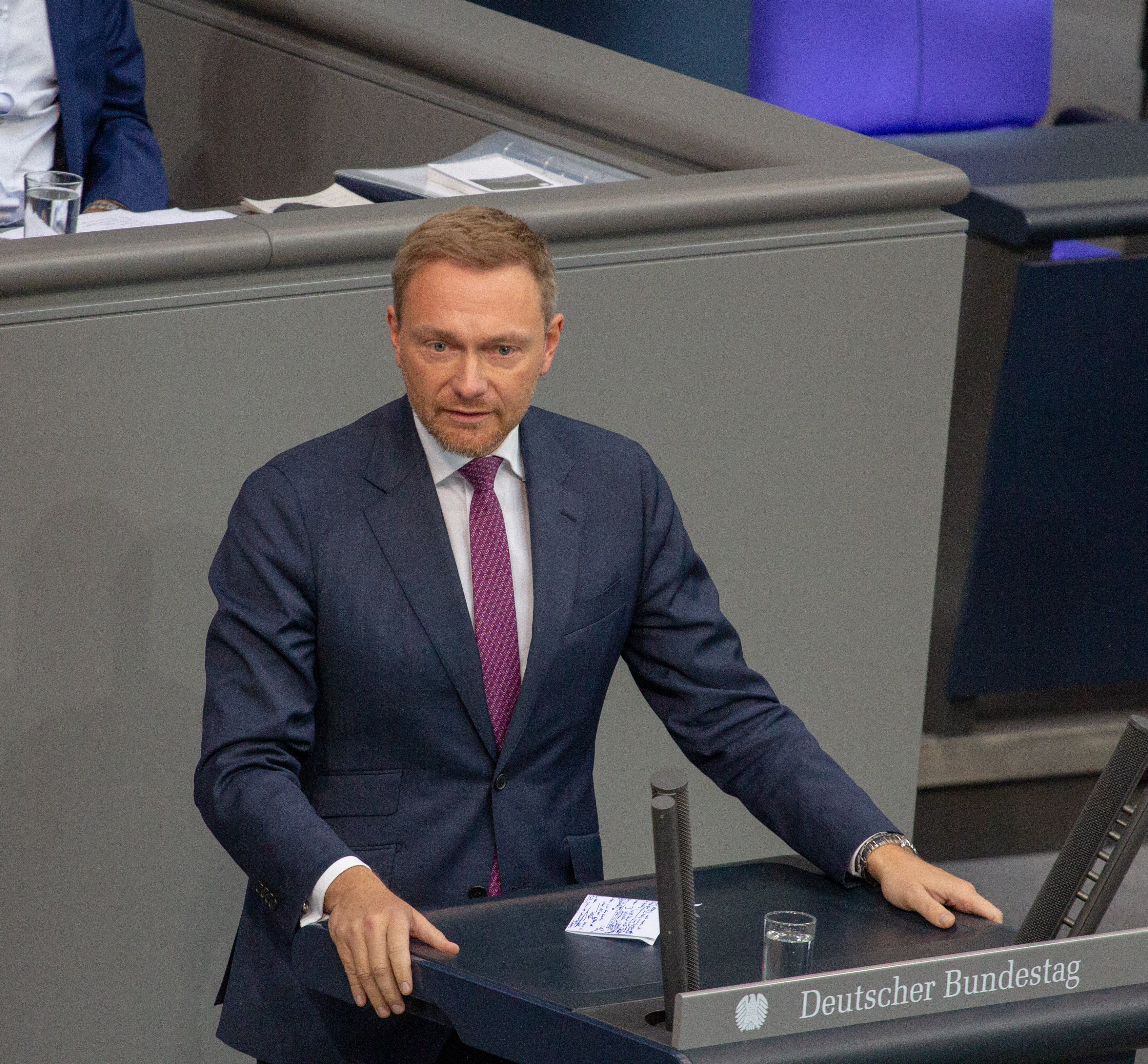
Christian Lindner im Deutschen Bundestag (2019)

In der Folge der Nuklearkatastrophe von Fukushima forderte Lindner Ende März 2011, die im Rahmen eines dreimonatigen Moratoriums abgeschalteten sieben deutschen Kernkraftwerke nach dem Ende desselben nicht wieder in Betrieb zu nehmen. In der Diskussion um einen Atomausstieg sprach er sich knapp 2 Wochen später gegen einen raschen Ausstieg aus.
Lindner kritisierte im Dezember 2018, dass sich Klimaschutz außerhalb Deutschlands leichter bewerkstelligen ließe, beispielsweise durch den Schutz des tropischen Regenwaldes. Bei der Klimaerwärmung sei es unerheblich, wo CO2 emittiert werde. Zur Bekämpfung des Klimawandels sei deutsches Geld daher oft im Ausland deutlich besser investiert und zeige schneller Wirkung. Als eines der größten Probleme der deutschen Energiewende sieht Lindner den stockenden Ausbau der Übertragungsnetze als Folge von schwierigen Genehmigungsverfahren und Widerstands von Anwohnern. Für die Energiewende würden 6000 km Leitungen benötigt, um Windstrom aus Norddeutschland nach Süddeutschland zu transportieren. Davon würden derzeit nur 28 km im Jahr gebaut werden. Das sei so viel, wie eine Weinbergschnecke im Jahr zurücklege. Ohne die Leitungen könne eine deutsche Energiewende nicht funktionieren.
Im Juli 2017 sprach sich Lindner dafür aus, den Ausbau der Windenergie in Deutschland zu bremsen, sofern diese aufgrund fehlender Leitungen nicht genutzt werden könne. Mitte Juni 2016 bekannte Lindner sich zur Verstromung von Braunkohle und sprach sich gegen einen vorzeitigen Kohleausstieg aus, solange Kohlekraftwerke aufgrund fehlender Stromleitungen nicht ersetzt werden könnten. Im Juni 2014 schrieb Lindner, dass Deutschland sich „religiös überhöht auf den Klimaschutz“ konzentriere. Er forderte eine Abschaffung des Erneuerbare-Energien-Gesetzes, da es zu vergleichsweise sehr hohen Stromkosten führe und sehr ineffizient sei. Stattdessen fordert Lindner eine Optimierung des europaweiten CO2-Zertifikatehandels. Dieser führe automatisch dazu, dass Strom aus erneuerbaren Energien wirtschaftlicher werde und fördere Letztere insbesondere in den Ländern, in denen die Wetterbedingungen hierfür am besten und die Kosten entsprechend am niedrigsten seien. Lindner warnte davor, in der Klimapolitik „chinesisch anmutende Ordnungsmodelle“ zu übernehmen. Er forderte, dass das Steinkohlekraftwerk in Datteln in Betrieb genommen wird, da es deutlich moderner und klimafreundlicher sei als derzeit benötigte Braunkohlekraftwerke.
Gegen die Elektromobilität sprach Lindner sich im August 2017 mit dem Argument aus, dass Strom in Deutschland zu einem beträchtlichen Teil durch die Verstromung von Braunkohle erzeugt wird.
Lindner positioniert sich gegen die Bewegung Fridays for Future. Er sagte: „Von Kindern und Jugendlichen kann man nicht erwarten, dass sie bereits alle globalen Zusammenhänge, das technisch Sinnvolle und das ökonomisch Machbare sehen. Das ist eine Sache für Profis.“ Später gab Lindner an, er habe mit „Profis“ Wissenschaftler oder Ingenieure gemeint, die über die Auswahl der besten Mittel entscheiden sollten, um den Klimaschutz zu erreichen. Sogar politischen Entscheidern seien ferner „die innovativen Ansätze oft gar nicht bekannt und werden daher gar nicht als Alternative angesehen“. Die Klimaforscher Stefan Rahmstorf und Volker Quaschning kritisierten Lindner für seine Aussagen und entgegneten: „Die Klima-Profis sind klar auf Seiten der Schüler!“ Sie warfen Lindner vor, einer der Politiker zu sein, der die Umsetzung „bereits heute funktionierende[r]“ technischer Lösungen verhindere.
Laut einer Äußerung von Lindner im September 2019 werde Deutschland mit einem „Klimaschutz mit Askese, Verbot und Verzicht“ vielleicht „Moral-Weltmeister“, bleibe auf diesem Weg aber allein. Stattdessen wolle die FDP über wirksame Maßnahmen sprechen. So könnte man etwa zur Mitte des nächsten Jahrzehnts alle öffentlichen Gebäude klimaneutral machen, die energetische Gebäudesanierung durch eine steuerliche Förderung vorantreiben oder Prämien für die CO2-Speicherung durch die Waldaufforstung zahlen. Statt Ölheizungen zu verbieten, sollte man treibhausgasfreundlichere Brennstoffe entwickeln. Des Weiteren forderte Lindner im Juni 2019 eine Ausweitung des CO2-Zertifikate-Handels und eine „Klimadividende“, um den Ausstoß des klimaschädlichen Gases einzudämmen.
Im September 2019 warf Lindner den Grünen in der Klimadebatte vor, mit rigoroser Einseitigkeit eine Deindustrialisierung zu forcieren, den Kulturkampf gegen das Auto fortsetzen und den Menschen eine andere Lebensweise diktieren zu wollen.
In der Sondersitzung des Bundestages zum Russischen Überfall auf die Ukraine 2022 bezeichnete Lindner erneuerbare Energien als „Freiheitsenergien“, da diese Energiesicherheit gewährleisten und Deutschland aus Abhängigkeiten lösen würden.
Auf einer Veranstaltung der Friedrich A. von Hayek-Gesellschaft sagte Lindner 2024, die Transformation zu einer dekarbonisierten Wirtschaft sei ein „Top down Prozess“ und eine „Anmaßung von Wissen, von noch nicht verfügbarem Wissen“. Er kritisierte, dass sich Politiker für alle Sektoren Klimaziele steckten und der Wirtschaft vorschrieben, wie sie CO₂ einsparen sollten. Es könne in Realität dabei noch „ganz anders“ kommen. Er sagte: „Zum Beispiel die Kernfusion: Wir können heute doch gar nicht wissen, ob das vielleicht klappt“. Selbiges nahm er auch für den Verbrennungsmotor und synthetische Kraftstoffe an. Lindner sprach sich für „Technologieoffenheit“, trotz des schlechten Wirkungsgrads von E-Fuels, aus.

### Arbeitsmarkt- und Sozialpolitik
Im August 2011 schlug Lindner vor, die Bezugsdauer für das Arbeitslosengeld für ältere Arbeitnehmer wieder auf eine Höchstdauer von 18 Monaten zu verkürzen, was quer durch alle Parteien auf Ablehnung stieß, jedoch Unterstützung beim Deutschen Industrie- und Handelskammertag fand.
Auf einer Protestveranstaltung von Landwirten im Januar 2024 sagte Lindner: „Es ärgert mich, dass ich vor ihnen als den fleißigen Mittelstand über Kürzungen sprechen muss, während auf der anderen Seite in unserem Land Menschen Geld bekommen fürs Nichtstun. Sozialreformen sind schwer, aber auch da gehen und müssen wir ran. Deshalb kürzen wir die Leistungen für Asylbewerber. Deshalb sparen wir eine Milliarde Euro beim Bürgergeld. Denn wir dürfen es nicht länger tolerieren, wenn Menschen sich weigern für ihr Geld zu arbeiten.“

### Flüchtlingspolitik
Lindner ist ein Kritiker der Flüchtlingspolitik Angela Merkels. So forderte er im Mai 2018 die Einsetzung eines Untersuchungsausschusses im Bundestag hinsichtlich der Flüchtlingspolitik im Jahr 2015. Der Sommer 2015 dürfe sich so nicht wiederholen. „Als Opposition wäre ein solcher Ausschuss das einzige Instrument, um Fehler der Regierung von damals transparent und um Druck für eine neue Einwanderungspolitik zu machen.“
Lindner sprach sich im Juli 2019 ferner für die Schaffung legaler Fluchtwege nach Europa und menschenwürdiger Unterkunftsmöglichkeiten in Nordafrika aus. Die Seenotrettung gehöre in staatliche Hand. Zugleich dürfe es keine Beihilfe zur Schlepperkriminalität bei Wirtschaftsmigranten geben. Lindner will auf dem Mittelmeer gerettete Migranten zurück nach Afrika statt nach Europa bringen, um die lebensgefährlichen Überfahrten langfristig zu verhindern, indem Hoffnungen auf Aufnahme in Europa nach Wahl dieser Fluchtroute gemindert werden.

### Verkehrspolitik
Lindner sprach sich Mitte Oktober 2016 gegen eine staatlich verordnete Verkehrswende aus und meinte damit den Technologiewandel weg vom Verbrennungsmotor hin zur E-Mobilität. Lindner schrieb in einem Beitrag für die Welt vom 16. Oktober 2016: „Ein rasches und generelles Verbot von Benzin- und Dieselmotoren ist ökonomisch schädlich, ökologisch fragwürdig und praktisch unmöglich.“ Ebenfalls positionierte sich Lindner Anfang Februar 2019 gegen die Einführung von Tempolimits, weil damit die Automobilindustrie als Schlüsselindustrie kriminalisiert werde.

### Medienpolitik
Christian Lindner setzte sich im Juli 2021 dafür ein, dass Computerspiele als wichtiger Wirtschaftsfaktor und Innovationstreiber deutlich stärker gefördert und E-Sport als gemeinnützige Sportform anerkannt werden soll. Ebenso sprach sich Lindner in der von den Jungen Liberalen veranstalteten Gaming Night am 11. August 2021 dafür aus, dass Videospiele genauso stark wie Filme gefördert werden sollen.

### Bildungspolitik
Lindner gehörte zu den Initiatoren des am 1. August 2008 in Kraft getretenen Kinderbildungsgesetzes in Nordrhein-Westfalen und forderte im April 2007 auf dem Landesparteitag der FDP Nordrhein-Westfalen unter anderem einen Rechtsanspruch auf einen Kindergartenplatz ab dem zweiten Lebensjahr. Er befürwortet Studiengebühren, spricht sich aber für das Prinzip aus, einen Teil des Studiums über ein später zurückzuzahlendes Darlehen zu finanzieren. In einem 2011 von Lindner maßgeblich ausgearbeiteten Leitantrag forderte er zudem u. a. eine Reform des Bildungsföderalismus, die Stärkung der frühkindlichen Bildung sowie Reformen im Bereich der Lehreraus- und -weiterbildung.
Im Rahmen der nordrhein-westfälischen Landtagswahl 2012 erklärte Lindner im April 2012 die Bildungspolitik zu einem der thematischen Schwerpunkte seines Wahlkampfes. Er forderte in diesem Zusammenhang unter anderem eine Modifizierung des von SPD, Bündnis 90/Die Grünen und CDU in Nordrhein-Westfalen verabschiedeten Schulkonsenses, weil dieser die Gymnasien benachteilige und Sekundarschulen einseitig begünstige.

### Religionspolitik
In einem Gastbeitrag für die Frankfurter Allgemeine Zeitung bewarb Lindner 2010 eine „republikanische Identität“, denn die Welt sei geordnet durch weltliche Gesetze, nicht aber durch religiöse Gebote. Gleichwohl sei die FDP „nicht mehr antiklerikal und antireligiös wie in früheren Zeiten“: Ein moderner Liberalismus sei „postsäkular“, ohne religiösen Geboten und Glaubensüberzeugungen prinzipiell einen Anspruch auf Wahrheit für den Einzelnen abzusprechen.

## Kritik an finanzpolitischen Positionen
Die Ökonomen Joseph Stiglitz und Adam Tooze warnten 2021 davor, Lindner den Posten des Bundesfinanzministers zu überlassen, und kritisierten seine finanzpolitischen Positionen als eine „Anhäufung konservativer Klischees“ einer „vergangenen Ära“, die „nach drei Jahrzehnten der Krise auf den Finanzmärkten, in der Geopolitik [und] im Umweltbereich“ obsolet geworden seien. In die Tat umgesetzt würden diese eine Gefahr für die wirtschaftliche Zukunft Deutschlands und Europas darstellen. Tooze betonte ferner, dass die von Lindner veranschlagten Sparmaßnahmen keineswegs zwingend notwendig seien, sondern es durchaus Wege gebe, wie der Staat mehr Geld für wichtige Zukunftsinvestitionen bereitstellen könnte. Lindner sei zu zögerlich und zu verschlossen, eine Finanzpolitik abseits der Austeritätspolitik zu verfolgen. Im November 2023 wiederholte Tooze seine Kritik: Lindner verschlimmere „jetzt unnötig die Zwangslage, indem er in plakativer Weise gegen Schulden Stimmung macht. Woran es fehlt, sind rund 400 Milliarden Euro an Investitionen“.
Der Ökonom Clemens Fuest und der Wirtschaftshistoriker Harold James verteidigten dagegen Lindners Position – sie kritisieren eine rein an „einer massiven Ausdehnung der Staatsausgaben“ orientierte Finanzpolitik als wenig ökonomisch feinfühlig. In einer Zeit, in der weltweit „die politische Unterstützung für laxere Fiskalregeln dominiert“, könne die von Lindner als „kritischer fiskalpolitischer Falke“ vertretene Finanzpolitik eine „nützliche, ausgleichende Rolle spielen.“ Dabei gehe es darum, Staatsausgaben nicht „immer weiter auszudehnen“, sondern die „richtigen Prioritäten“, etwa durch gezielte Maßnahmen zur Förderung der Privatwirtschaft in den Bereichen Klimaschutz und Digitalisierung, zu setzen.
Als Finanzminister im Kabinett Scholz sorgten viele seiner Budgetkürzungen für Kritik, die Lindner als Befürworter einer Austeritätspolitik durchsetzen wollte. Ihm wurde vorgeworfen, wichtige Zukunftsinvestitionen zu verhindern, was zwar einen kurzfristigen Spareffekt bringe, für die Gesellschaft aber langfristig durch ausbleibende Investitionen etwa in Klimaschutz und Klimaanpassung noch teurer werden könnte.

### Elterngeld und Kindergrundsicherung
Da Lindner für den Haushalt 2024 auf Sparmaßnahmen unter anderem im Familienministerium drängte, ist geplant, das Elterngeld für etwa 60.000 Familien zu streichen, indem die Einkommensgrenze auf 150.000 Euro zu versteuerndes Jahreseinkommen gesenkt werden soll. Diese Anpassung sei notwendig gewesen, um die Sparwünsche von Lindner zu erfüllen, führte die zuständige Ministerin aus, bezeichnete diese Maßnahme aber als „kein Glanzstück für die Gleichstellung“. Auch dass Lindner für die geplante Kindergrundsicherung nur zwei statt der zuvor geforderten zwölf Milliarden zur Verfügung stellen möchte und durch seine Blockadehaltung die Einführung immer weiter verzögere, sorgte für Kritik von unter anderem Sozialverbänden wie dem Sozialverband Deutschland, dem Paritätischen Wohlfahrtsverband, der Diakonie, der Caritas und der Arbeiterwohlfahrt. Die Kindergrundsicherung gilt als eine wichtige Maßnahme, um Millionen Kindern in Armut zu helfen. Dafür benötigt es aber nach Ansicht der Verbände strukturelle Leistungsverbesserung und damit Mehrausgaben. Laut dem Sozialforscher Christoph Butterwegge sind sogar 20 Milliarden Mehrausgaben nötig, um Kinderarmut wirksam zu bekämpfen. Die von Lindner veranschlagten zwei Milliarden würden keine echten Verbesserungen bewirken. Angesichts der Inflation bei gleichzeitig schwacher Lohnentwicklung sei eine wirksame Kindergrundsicherung nötig, um ein weiteres Ausbreiten der Armut zu verhindern. Andernfalls stärke dies rechte Parteien wie die AfD. Dagegen sieht die zuständige Ministerin die Kindergrundsicherung zeitlich und finanziell „im Plan“. Am 27. September wurde die Kindergrundsicherung im Kabinett beschlossen.

### Entschädigungszahlungen an Überlebende der Shoah
Kritik wurde ebenfalls laut, als im November 2022 Die Zeit über den Vorstoß Lindners berichtete, Entschädigungszahlungen an Überlebende der Shoah zu kürzen. Deshalb seien erstmals in der Geschichte des Bundesministeriums der Finanzen keine Vorgespräche mit jüdischen Opferorganisationen geführt worden. Folge sei ein Zerwürfnis mit anderen Ministerien des Kabinett Scholz gewesen. Ron Klain, Chuck Schumer, Rishi Sunak und die israelische Regierung wandten sich in Folge mit Bedenken an die Bundesregierung.
Ein Sprecher des Bundesfinanzministeriums widersprach dem Bericht. Die Leistungen für die NS-Opfer seien nicht gekürzt, sondern abgesichert oder verbessert worden, insgesamt betrage das Leistungspaket für 2023 rund 1,3 Milliarden Euro. „Aus rechtlichen und haushalterischen Gründen konnten aber nicht alle Forderungen der JCC berücksichtigt werden.“

## Kontroversen

### Moomax-Insolvenz
Im Jahr 2000 kam Lindner auf die Geschäftsidee, Internet-Avatare auf den Markt zu bringen. Am 29. Mai 2000, zur Hochphase der New Economy und zwei Wochen nach seinem Einzug als FDP-Abgeordneter in den Düsseldorfer Landtag, gründete er gemeinsam mit Hartmut Knüppel und Christopher Patrick Peterka die Internet-Firma Moomax GmbH, die vom 18. Juli 2000 bis zum 20. Dezember 2004 im Handelsregister des Amtsgerichts Köln eingetragen war.
Die Moomax GmbH wurde mit 30.000 Euro Stammkapital gegründet und erhielt über den Risikokapitalfonds Enjoyventure zusätzliches Kapital. Lindner, der von 2000 bis 2001 als Geschäftsführer tätig war, verließ das Unternehmen nach einem Jahr, wobei sich seine Beteiligung am Unternehmen zu diesem Zeitpunkt durch die stetig wachsende Beteiligung durch andere Kapitalgeber, insbesondere Enjoyventure, auf einen Anteil von 8 % reduziert hatte. Später ging Moomax aufgrund Unstimmigkeiten mit dem Anteilseigner Enjoyventure und dem Niedergang des Neuen Marktes, der einen Großteil der Kundschaft stellte, in Insolvenz. Der Wagniskapitalgeber Enjoyventure verlor dabei an eigenen Mitteln etwa 600.000 Euro. Die 1,4 Millionen Euro, welche Enjoyventure zum Ausbau der Beteiligung an Moomax von der KfW Bankengruppe geliehen hatte, mussten aufgrund der Insolvenz nicht zurückgezahlt werden. In einem Interview mit der Frankfurter Allgemeinen Zeitung sagte Lindner, dass die Mittel „sehr überwiegend“ dazu genutzt worden seien, qualifizierte Arbeitsplätze zu schaffen. Er deutete an, dass Moomax viele Arbeitsplätze geschaffen habe, wollte die genannte Zahl aber auf Nachfrage nicht autorisieren. Der letzte Moomax-Geschäftsführer Wolfgang Lubert nannte eine Zahl von weit unter zehn Festangestellten. Die Recherche der Frankfurter Allgemeinen Zeitung kommt zu dem Ergebnis, dass ein nicht unbeträchtlicher Teil der zwei Millionen Euro als Gehälter an die drei Moomax-Geschäftsführer geflossen sein müsse. Eine detaillierte Antwort auf die Anfrage der Berliner Zeitung zu diesem Thema lehnte Lindner ab, legte jedoch eine schriftliche Erklärung der Geschäftsführung von Enjoyventure vor, die diesen Verdacht verneinte. Später sagte er der Zeitung, dass er und die beiden anderen Geschäftsführer „insgesamt weniger als zehn Prozent von dem zwei Millionen Euro hohen Gründerkapital erhalten“ hätten.

### Eigener Wikipedia-Artikel
Im Januar 2013 erschienen zwei Artikel in der Wirtschaftswoche, in denen die Zeitung mutmaßte, dass Mitarbeiter Lindners seinen Artikel in der Wikipedia zu seinen Gunsten bearbeitet hätten. Von IP-Adressen des Bundestags und des Landtags Nordrhein-Westfalen, denen Lindner zur Zeit der Artikelbearbeitungen jeweils angehörte, wurden Änderungen vorgenommen. Auch wurde berichtet, sein Mitarbeiter habe beim Tagesspiegel interveniert, dessen Bericht über einen unternehmerischen Misserfolg Lindners zu löschen, damit dieser im Wikipedia-Artikel nicht länger als Quelle benutzt werden könne. Andererseits zeige sich bei einer Durchsicht von Bearbeitungen durch Nichtangemeldete laut taz auch, wie problematisch es sei, wenn ein solcher Artikel „zum Kampffeld politischer Interessen wird“; denn wer sich die Versionsgeschichte ansehe, stoße „nicht nur auf das Begehren seiner Unterstützer, kritische Sätze herauszustreichen, sondern auch auf Versuche, den FDP-Star zu diffamieren“.
Am 15. Februar 2013 berichtete heise online, Lindner habe über eine Rechtsanwaltskanzlei die Wirtschaftswoche und weitere Websites, die den Artikel übernommen hatten, aufgefordert, diesen und sämtliche Links darauf zu löschen. Die Wirtschaftswoche berichtete auch über vorherige Aufforderungen der Rechtsanwaltskanzlei an Medien, sie sollten bestimmte Medienartikel über Lindner im Internet löschen oder verändern. Einem Sprecher Lindners zufolge sei dies geschehen, damit dann die Aussagen aus dem Wikipedia-Artikel entfernt werden könnten, da sie dann nicht mehr belegt seien. Die beiden Wirtschaftswoche-Onlinebeiträge wurden später „im Zuge einer Einigung mit Herrn Lindner ohne Anerkennung einer Rechtspflicht entfernt“.

### Sexismus-Vorwürfe
Im Jahr 2020 sagte Lindner bei der Verabschiedung Linda Teutebergs vom Amt der FDP-Generalsekretärin: „Ich denke gerne daran, Linda, dass wir in den vergangenen 15 Monaten ungefähr 300-mal, ich hab’ mal so grob überschlagen, ungefähr 300-mal den Tag zusammen begonnen haben.“ Auf einsetzendes Gelächter im Saal führte er fort: „Ich spreche über unser tägliches, morgendliches Telefonat zur politischen Lage. Nicht, was ihr jetzt denkt.“ Nachdem Lindner Sexismus vorgeworfen worden war, entschuldigte er sich und betonte, dass die Bemerkung in freier Rede entstanden und missverstanden worden sei.
Bereits 2017 hatte Lindner bei einer Rede vor seinem Heimatkreisverband Rhein-Berg jedoch einen ähnlichen Witz gemacht: „Ich bin heute wachgeworden mit Claudia Roth.“ Nach einer Kunstpause fügt er hinzu: „Entschuldigen Sie – ich habe gesagt: ‚mit‘, nicht ‚neben‘. Die hatte nämlich heute Morgen ein Interview im Deutschlandfunk.“ Zuvor hatte er ein gemeinsames Interview mit Claudia Roth im Deutschlandfunk gegeben.
Am 23. Oktober 2020 erhielt Lindner von der feministischen Zeitschrift Emma den Schmähpreis Sexist Man Alive.

### Porsche-Gate
In der am 19. Juli 2022 ausgestrahlten ZDF-Satire Show Die Anstalt wurden erstmals die Vorwürfe erhoben, Lindner solle den Porsche-CEO Oliver Blume während der Koalitionsverhandlungen laufend über die Diskussion zur Ausnahmeklausel für E-Fuels  beim Verbot von Verbrennermotoren ab 2035 informiert haben, die Grüne und die SPD als Koalitionspartner der Ampel-Regierung durchsetzen wollten. Einem Bericht der DPA damals zufolge bat Lindner um „argumentative Unterstützung“.
Am 28. März 2025 entschied das Verwaltungsgericht Berlin auf Klage von Abgeordnetenwatch.de, dass das Bundesfinanzministerium die SMS zwischen Blume und Lindner nicht unter Verschluss halten darf.
Kritiker sehen in dem Vorgang Lobbyismus, Einflussnahme und geheime Absprachen gegen die Klimapolitik der Bundesregierung, der Lindner selbst angehörte. Die Ausnahme wurde schließlich in derart abgeschwächter Form ins Gesetz aufgenommen, dass keiner einen klaren Sieg in der Sache erklären konnten, was beide Seiten jedoch taten.

### Konditionen von Hauskredit
Lindner hielt mehrfach (gegen Entgelt) Vorträge für die baden-württembergische BBBank und trat 2018 in einem Imagevideo auf. 2021 erhielt er für den Kauf eines Zweifamilienhauses in Berlin-Nikolassee einen Hypothekenkredit über 2,35 Mil. €. Im Jahr 2022 erfolgte eine Erhöhung um 450.000 €. Zu diesem Zeitpunkt war Lindner Bundesfinanzminister. Der Spiegel mutmaßte, dass es sich um eine branchenunübliche „Überfinanzierung“ handele, weil der Hypothekenkredit höher sei als der Kaufpreis von 1,65 Mil. €. Lindners Anwalt wies den Vorwurf zurück. Die Höhe der Finanzierung erkläre sich daher, dass Lindner ein unsaniertes Haus erworben habe, in solchen Fällen sei es marktüblich, neben dem Kaufpreis auch die Sanierung zu finanzieren. Ein Sprecher der Bank erklärte, die Bank habe „effektive Compliance-Strukturen implementiert, welche insbesondere eine klare Trennung der Inanspruchnahme“ von „Bankdienstleistungen sowie möglicher anderer Berührungspunkte regeln“. Diese seien eingehalten worden.
Die Generalstaatsanwaltschaft Berlin prüfte ab Anfang Januar 2023, ob ein Zusammenhang im Sinne einer Vorteilsannahme (§ 331 StGB) zwischen einem Grußwort Lindners im Mai 2022 und der Kreditgewährung besteht. In diesem Zusammenhang werde auch die Aufhebung der Abgeordnetenimmunität Lindners geprüft. Dies geschehe laut Sprecher „ohne dass damit schon eine Aussage über das Vorliegen eines Anfangsverdachts getroffen wird“. Bundestagsvizepräsident Wolfgang Kubicki (FDP) forderte daraufhin die Berliner Justizsenatorin Lena Kreck (Die Linke) zum Rücktritt auf und kritisierte, der Vorwurf der Vorteilsnahme sei absurd. Über die Aufhebung der Immunität entscheide zudem ausschließlich der Bundestag, nicht die Staatsanwaltschaft und dies sei nur dann erforderlich, wenn Durchsuchungen, Verhaftungen oder Anklageerhebungen im Raum stünden. Der Rechtsanwalt Christian Conrad analysierte in einem Beitrag für die Legal Tribune Online, dass sich die Mitteilung der Staatsanwaltschaft Berlin an den Tagesspiegel – nach den bislang bekannten Informationen – aus mehreren Gründen als rechtswidrig erweise. Eine solche Mitteilung ohne Anfangsverdacht verletze die Persönlichkeitsrechte Lindners.
Ende Januar 2023 wurde der Prüfvorgang der Generalstaatsanwaltschaft Berlin geschlossen. Er ergab weder einen – „ohnehin fernliegenden“ – Anfangsverdacht wegen Abgeordnetenbestechung noch wegen Vorteilsannahme. Es wurden keine Hinweise dafür gefunden, dass an die Darlehensgewährung „die Erwartung der Einflussnahme auf künftige und/oder die Honorierung vergangener Dienstausübungen geknüpft gewesen wäre“.

## Auszeichnungen
- 2014: Orden wider den tierischen Ernst des Aachener Karnevalsvereins[206]

## Schriften

### Als Herausgeber
- mit Hartmut Knüppel (Hrsg.): Die Aktie als Marke. Wie Unternehmen mit Investoren kommunizieren sollen. Frankfurter Allgemeine Buch, Frankfurt am Main 2000, ISBN 3-933180-83-X.
- (Hrsg.): Avatare. Digitale Sprecher für Business und Marketing. Springer-Verlag, Heidelberg u. a. 2003, ISBN 3-540-43992-7.
  - darin: Christian Lindner: Wer braucht wofür Avatare? Konzeption und Implementierung natürlichsprachlicher Systeme. Zur Einführung. S. 3–24.
- mit Philipp Rösler (Hrsg.): Freiheit. gefühlt – gedacht – gelebt. Liberale Beiträge zu einer Wertediskussion. VS Verlag für Sozialwissenschaften, Wiesbaden 2009, ISBN 978-3-531-16387-1.

### Als (Mit-)Autor
- mit Hans-Dietrich Genscher: Brückenschläge. Zwei Generationen, eine Leidenschaft. Hoffmann und Campe, Hamburg 2013, ISBN 978-3-455-50296-1.
- Christian Lindner: Schattenjahre. Die Rückkehr des politischen Liberalismus. 1. Auflage. Klett-Cotta, Stuttgart 2017, ISBN 978-3-608-96266-6 (338 S.).

## Dokumentarfilme
- Reinhold Beckmann, Ulrich Stein: Lindner und die FDP – Aufbruch ins Abseits? NDR. Gesendet im Ersten am 29. Oktober 2018.